# Sajó–Hernád-sík
A Sajó–Hernád-sík az Északi-középhegység és az Alföld találkozásánál fekvő kistáj, az Észak-alföldi hordalékkúp-síkság tagja.

## Földrajza
Területét még a pleisztocén korban töltötték fel a hegyvidékről lefutó kisebb-nagyobb vízfolyások homokos-kavicsos üledékükkel. A hordalékkúpba mélyedő folyómedrek és az azokhoz csatlakozó árterek máig folyamatosan töltődnek holocén üledékkel.
A Sajó–Hernád-sík tengerszint feletti magassága 100–150 méter között van, fokozatosan dél felé lejtve. A folyóhordalék felszínére részben löszös vályog rakódott, melyen alföldi mészlepedékes csernozjom alakult ki. A Sajó–Hernád-sík déli részének alacsonyabb tengerszint feletti magasságú részeinek jobb vízellátottságú helyein pedig a réti csernozjom. A folyók mentének jellemzői pedig a réti talajok.

## Növényvilága
A terület növényföldrajzi szempontból a Tiszántúl peremhelyzetű kistája. Jellemző vegetációja a folyók mentén az ártéri ligeterdő, a magasabb helyeken tatárjuharos lösztölgyes, valamint kisebb kiterjedésben sziki tölgyes.
A tatárjuharos tölgyesek helyét mára a szántóföldi művelés a jellemzi, az egykori erdőssztyepp-flóra helyén mára csak kisebb erdő- és gyepmaradványok találhatók. A folyókat kísérő kemény- és puhafaligetek helyzete is elszomorító, maradványaikból is egyre kevesebb található (sajóládi Ládi-erdő, girincsi Nagy-erdő). Az egykori nagy kiterjedésű tölgyesekből pedig mára csak a Kemelyi-erdő és a mezőcsáti Csáti-erdő maradt. A Csáti-erdő például sajátosan vegyíti a homoki és a lösz erdők sztyepp elemeit, melynek maradványai a mai napig is fennmaradtak. Az említett erdők máig ősfolytonosságúnak tekinthetők. Míg a nemesnyár ültetvénnyé alakítás elől eddig megmenekült puhafaligeteket a legterhesebb özönnövények: Kőrislevelű juhar (Acer negundo), Amerikai kőris (Fraxinus pennsylvanica), Gyalogakác (Amorpha fruticosa) sora lepte el.

## Állatvilága
Állatvilága is igen sokszínű. Az állandóan vagy tartósan vízzel borított területek, a folyóvizek (Sajó és mellékvizei) a holtágak, tavak és kubikgödrök környéke a halak élőhelye a kétéltűek szaporodási helye, de egyes fajok (vöröshasú unka, tavi kecskebéka) szinte állandóan tartózkodnak itt, a hüllők közül pedig a vízisikló, bár a szárazföldön rakja tojásait. A madarak közül a vöcsök-gém-réce fajok, szárcsa, vízityúk, kormos szerkő és néhány énekes faj, míg az emlősök közül a vízi- és a pézsmapocok a legjellemzőbbek.
A madarak közül a kavicsos partok jellegzetes fészkelője a kis lile, de több más parti madárfaj is itt figyelhető meg leggyakrabban.
Az időszakos vizes, de állandóan nedves területek, árterek csekély foltszerű magassás rétjei és nagyobb mocsárrétjei mentén is gazdag a madárvilág. Külön érdekesség a Senyéi laposon 1989-ben kialakult vízállás különlegesen gazdag madárvilága, ahol még küszvágó csér is költött. Itt él a mocsári béka, jellegzetes fészkelő a rozsdás csaláncsúcs, a foltos nádiposzáta és a sárga billegető.
A nyílt, száraz területek; a magasabb térszintű száraz rétek, agrárterületek jellemző gerinces fajai: a fogoly, fürj, mezei pacsirta, mezei nyúl, hörcsög, mezei pocok, míg a
magaskórós gyomtársulások tipikus fészkelője a cigány csaláncsúcs. Ez a terület sok gerinces fajnak is fontos táplálkozó helye (pl: ragadozó madarak, fácán, baglyok, galambalkatúak, sok énekes madárfaj, menyét, őz, vaddisznó).
A kevés fás vegetációjú területek, a folyók melletti bokorfüzesek (Salicetum triandrae), fűz-nyár ligeterdők (Salicetum albae-fragilis), égerligetek (Alnion glutinosae-íncanae) jellegzetes gerinces fajai: erdei béka, egerészölyv, vörös vércse, kabasólyom, harkályok, erdei fülesbagoly, búbos banka, örvös galamb, vadgerle, ezenkívül számos énekes madárfaj is él itt, valamint sün, korai denevér, róka és őz is.
A lakókörnyezetek környékén pedig megtalálható a zöld varangy, fehér gólya, gyöngybagoly, kuvik, macskabagoly, balkáni fakopáncs, balkáni gerle, füsti- és molnárfecske, széncinege, házi rozsdafarkú, barázdabillegető, házi veréb, sün, Denevérek, házi egér, vándorpatkány, görény, nyest.